# アンディ・フグ
アンディ・フグ（Andy Hug、1964年9月7日 - 2000年8月24日）は、スイスの男性空手家、キックボクサー。チューリッヒ出身。K-1 GRAND PRIX '96王者。ドイツ語読みではアンドレーアス・フーク（Andreas Hug〔アンドレェアス：andréːas〕〔フゥク：húːk〕）の発音が近い。

## 概要
ピーター・アーツ、アーネスト・ホースト、マイク・ベルナルドと共に創成期のK-1四天王として君臨し、K-1ファイターの中では決して大きくない体で、負けても負けても立ち上がる不屈の戦いぶりとリベンジマッチでの強さ、そしてCMやテレビ番組で見せるユーモア溢れる人柄も併せ、K-1の人気を押し上げることに大きく貢献した。
母国スイスでも非常に高い人気を誇り、K-1スイス大会でのアンディの試合のスイス国営テレビの平均視聴率は50%を超え、テニスのマルチナ・ヒンギスやサッカーのスイス代表の試合よりも高かった。
得意技は左右のフックと下段回し蹴り。踵落としや下段後ろ回し蹴り（フグトルネード）など派手な蹴りを多用する戦法のイメージが強いが、そういった派手な技に意識を向けつつフックと下段回し蹴りでダメージを与えることが多い。入場時にはゴットハードの『Fight for Your Life』（邦題：闘え！アンディ・フグ）やクイーンの「ウィ・ウィル・ロック・ユー」をテーマ曲に使用していた。
踵落としについてはテコンドーのネリチャギとの類似性が見られるが、アンディはインタビューで、空手の蹴り技の一つ「内回し蹴り」を応用した技であり、ネリチャギ自体は踵落としを使うようになった後で知ったと語っている。空手時代のライバルであった増田章は「踵落しよりも下段回し蹴りが強烈だった。アンディの素晴らしい所は踵落しで攻撃を散らし、決め技の下段回し蹴りに繋げて相手を倒していた」と述べており、実際にアンディは、第4回オープントーナメント全世界空手道選手権大会では桑島靖寛、アデミール・ダ・コスタをその流れで一本勝ちを奪っている。
家族は、妻・イローナと息子・セイヤ（空手の掛け声から命名）の2人。

## 来歴
スイス・チューリッヒに、フランス外人部隊に所属するフランス系スイス人の父親と、ドイツ人の母親の間に生まれた。父親は息子のアンディに会うこと無くタイで死去、女手一つでは育てられなくなった母親は、アンディを児童養護施設に預けた。その後アンディは、祖父母に引き取られアールガウ州ブレンガルテン区ヴォーレンで育った。
幼少期のアンディはサッカー少年であったが、ブルース・リーに憧れて10歳より極真空手を始める。
サッカーでは16歳以下のスイス代表に選ばれるなど活躍していたが、プロ契約の話が出てきたときに空手かどちらか選ばざるを得ず、自分には団体競技よりも個人競技の方が合っていると空手を選んだ。
不良グループのリーダー格で、喧嘩などに明け暮れていた時期もあったという。その後、ヨーロッパ最強の男ミッシェル・ウェーデル、松井章圭、増田章のライバルとして活躍するなど若くして頭角を現した。
1985年に極真ヨーロッパ選手権で優勝。1987年の第4回世界大会では、決勝戦で松井章圭に敗れ準優勝。1989年に極真ヨーロッパ選手権で同大会2度目の優勝。1991年の極真ヨーロッパ選手権にて、決勝戦で黒豹の異名を持つマイケル・トンプソンに敗れ準優勝。同年11月の第5回世界大会の4回戦では、フランシスコ・フィリォに一本負け（止めがかかってからの上段回しによる失神。大山倍達総裁の「止めがかかったとはいえ、その不意をつかれる者は勝者ではない」という判断により一本負けとなった）。
その後、極真会館を退館。プロに新天地を求めて正道会館に移籍。グローブ空手を経て1993年からK-1に参戦する。K-1旗揚げ戦から参戦していたが、1993年の一年間はK-1ルールでは戦わず、ワンマッチにてスピリットカラテルールで戦っていた。同ルールで村上竜司と対戦し、踵落としで勝利した姿は、空手ファンだけでなく格闘技ファンにフグの名前が広まるきっかけとなった。
1993年11月15日、ANDY'S GLOVEで村上竜司と対戦し、1ラウンドに3度のダウンを奪いTKO勝ちを収めた。大会タイトル通り、初めてグローブを着用し、K-1グランプリルール初挑戦となった。
1994年3月4日、グローブマッチ3戦目となったK-1 CHALLENGEで前年度K-1GP王者ブランコ・シカティックと対戦。フグはダウンを奪われながらも、不屈の闘志で凄まじい猛反撃を繰り返し、3-0の判定勝利を収める番狂わせを起こし、キックボクシングでもトップクラスで通用することを証明した。
優勝候補として臨んだ同年4月30日のK-1 GRAND PRIXではトーナメント1回戦でUFC出身の喧嘩ファイターパトリック・スミスに試合開始すぐに2度ダウンを喫し、わずか19秒でKO負け。同年9月18日のK-1 REVENGEでスミスとリベンジマッチを行い、1R56秒KO勝ちでリベンジに成功する。
1995年のK-1 GRAND PRIXではまたも1回戦で当時無名のマイク・ベルナルドにダウンを奪いながらも逆転KO負けを喫してしまい、さらに6か月後のリベンジマッチでも敗れてしまう。
しかし、復帰戦となった1995年12月9日のK-1 HERCULESでジェロム・レ・バンナに判定勝ちを収めると、1996年のK-1 GRAND PRIXでは3月10日の開幕戦でバート・ベイルに1RKO勝ちしてGP1回戦を突破。5月6日のGRAND PRIX決勝大会では、GP準々決勝でバンダー・マーブに1RKO勝ち、準決勝でアーネスト・ホーストと再延長戦までもつれる激闘の末勝利、そして決勝戦では、これまで2度KO負けし1度も勝ったことがなかったマイク・ベルナルドにフグトルネードで2RKO勝利し、悲願のK-1GP初優勝を果たす。
1997年7月20日のK-1 DREAM '97では、極真時代のライバルにして、K-1初参戦の因縁の相手フランシスコ・フィリォを迎え撃つ形となったが、アンディはフィリォに右フック一発で1R失神KO負けを喫した。
1997年のK-1 GRAND PRIXでは9月7日の開幕戦でピア・ゲネットに1RTKO勝ちしてGP1回戦を突破すると、11月9日のGRAND PRIX決勝大会では、GP準々決勝で佐竹雅昭に1RKO勝ち、準決勝でピーター・アーツに判定勝ちするも、決勝戦でアーネスト・ホーストに判定負けで準優勝。
1998年12月13日のK-1 GRAND PRIX決勝トーナメントも同様に決勝まで勝ち進んだが、当時圧倒的な強さでトーナメントを勝ち上がってきたピーター・アーツにKO負け。敗れはしたものの、3年連続でファイナリストとなった記録は、2007年にセミー・シュルトがグランプリ3連覇を果たすまでは破られていなかった。
1999年のK-1 GRAND PRIXでは10月3日の開幕戦で天田ヒロミに1RTKO勝ちしてGP1回戦を突破するも、12月5日のGRAND PRIX決勝大会では、GP準々決勝でアーネスト・ホーストに判定で敗れた。
2000年6月3日、母国スイスで行われたK-1 FIGHT NIGHT 2000でミルコ・クロコップと対戦し、判定勝ち。
2000年7月7日、K-1 SPIRITS 2000でノブ・ハヤシにKO勝ち。フグの生涯最後の試合となった。

## 最期
2000年10月9日のK-1 WORLD GP 2000 in FUKUOKAでトーナメントに出場する予定だったが、8月24日午後2時に正道会館東京本部で記者会見が行われ、アンディが入院先の日本医科大学付属病院にて急性前骨髄球性白血病 (APL) によって危篤状態であることが発表された。病気についてはアンディが周囲に心配をかけることを嫌い、家族にすら知らせていなかったこと、容態が急変するまでは改善の兆しが見えていたこともあり、結果的に、闘病自体が死の直前まで伏せられていた形となった。
アンディは8月の始め辺りから皮膚の感染症や発熱が続き異常を訴えており、14日に日本へ向かう直前にスイスで医師の診断を仰いだが特別な症状は認められなかった。しかし、19日に日本医科大付属病院で再度検診を受け血液検査を行った結果、発病が判明し緊急入院。一時は投薬治療によって小康状態となり、アンディ本人も「ファンの皆さん、とつぜんこのような状態に私が陥ってしまったことで、大変ショックを与えたかと思います。私自身、ドクターから症状を聞いたときには非常にショックを受けました。しかし、私は今自分が陥っている状況をファンの皆さんに告げることで、ファンの皆さんとともにこの病気と闘っていきたいと思います。今度の敵は私が闘った中でも一番の強敵です。しかし、私は勝ちます。ファンの皆さまの声援をパワーにして、リングと同じ時のように、最大の強敵に勝とうと思います。10月の大会は残念ながら出られませんが、日本でこの病気と闘い、いつの日にか必ず皆さんの前に現れたいと思います。頑張ります。押忍」とのファンに向けたメッセージをK-1側に託し復活の意思を示していたが、23日に容態が急変し、午後8時ごろからは昏睡状態に陥っていた。
アンディに日本での活躍の場、K-1での活躍の場を提供するきっかけを作った正道会館の石井和義館長（当時）によると、非常に難しい病気ではあるものの医療が進んでいるので完治する可能性が高いと聞いており、ここまでの心配は全然してなかったという。
臨終の間際、石井館長やアンディと親交の深かった角田信朗ら関係者各位の「試合はまだ終わってないぞ！」「アンディ、ハンズアップ！（構えろ！）」などの激励により、3度の心肺停止状態から回復したものの、4回目の心停止には応えず、担当医師からの「アンディは3度立ち上がった。残念ですがドクターストップです。もう休ませてあげましょう。」との言葉もあり、人工呼吸器が取り外され、24日午後6時21分に永眠。アンディ死去のニュースは夕刻からのニュースなど、メディアで一斉に報道され、フジテレビでは翌日の午後8時から特別追悼番組が放映された。
葬儀は本人の希望を酌んで日本式の仏式葬儀で行うことになり、麻布の善福寺で営まれた。27日の告別式はテレビで生中継され、12000人の一般参列者、関係者が式場で別れの挨拶をした。尚、遺骨は京都の大徳寺・芳春院に納骨されている。

## 格闘技術・格闘技論・練習
- アンディは準備体操でも足を頭の高さに上げたまま一度も足を下に着けないで前後左右に蹴りを繰り出すなどしていた[8]。
- K-1初期のアンディはスパーリングでもしばしば相手を骨折させる手加減の利かない力任せな面があったが、次第にテクニックとスピードが主体になった[8]。
- キックボクシングを始めたばかりの頃は中間距離に不安があったが、やがて自分の距離を取ることに慣れた[8]。
- 練習の記録をノートで取り、データ化することを怠らなかった。一緒に練習していた平直行が膝の怪我で全治3ヶ月と診断された際には「平、いいか。ドクターが診てるのは普通の人だろ。俺たちはファイターだから、毎日練習している。だから、休むのは良くない。痛い所でも、できる範囲でいいから、動かさなきゃダメなんだ。毎日練習してるんだから、その方が早く治るんだ」と諭した。
- アンディは、できないことにチャレンジする心が大切だと一緒に練習する仲間にしばしば説明していた。ジャンプして後ろ廻し蹴り、ジャンプして一回転して廻し蹴りなど、アンディにしかできないような練習を仲間たちが諦めながら渋々やっていると、アンディの説教が飛んだ[8]。
- キックボクシング転向以降は日本人選手には全勝。最後の試合となったノブ・ハヤシ戦も日本人選手であった。

## 戦績

### キックボクシング
| キックボクシング 戦績 | キックボクシング 戦績 | キックボクシング 戦績 | キックボクシング 戦績 | キックボクシング 戦績 | キックボクシング 戦績 | キックボクシング 戦績 |
| --------------------- | --------------------- | --------------------- | --------------------- | --------------------- | --------------------- | --------------------- |
| 47 試合               | (T)KO                 | 判定                  | その他                | 引き分け              | 無効試合              |                       |
| 37 勝                 | 21                    | 16                    |                       | 1                     | 0                     |                       |
| 9 敗                  | 6                     | 3                     |                       | 1                     | 0                     |                       |

| 勝敗 | 対戦相手                   | 試合結果                                         | 大会名                                                                                 | 開催年月日     |
| ○    | ノブ・ハヤシ               | 1R 2:05 KO（左ストレート）                       | K-1 SPIRITS 2000                                                                       | 2000年7月7日   |
| ○    | ミルコ・クロコップ         | 5R終了 判定3-0                                   | K-1 FIGHT NIGHT 2000                                                                   | 2000年6月3日   |
| ○    | グラウベ・フェイトーザ     | 5R終了 判定3-0                                   | K-1 THE MILLENNIUM                                                                     | 2000年4月23日  |
| ○    | 武蔵                       | 5R終了 判定2-0                                   | K-1 BURNING 2000 【WKA世界ムエタイスーパーヘビー級タイトルマッチ】                     | 2000年3月19日  |
| ×    | アーネスト・ホースト       | 3R終了 判定0-3                                   | K-1 GRAND PRIX '99 決勝戦 【GRAND PRIX 準々決勝】                                      | 1999年12月5日  |
| ○    | 天田ヒロミ                 | 1R 1:51 TKO（3ノックダウン：右上段後ろ回し蹴り） | K-1 GRAND PRIX '99 開幕戦 【GRAND PRIX 1回戦】                                         | 1999年10月3日  |
| ○    | モーリス・スミス           | 3分5R終了 判定3-0                                | K-1 SPIRITS '99 〜魂の戦い〜                                                           | 1999年8月22日  |
| ○    | ステファン・レコ           | 5R終了 判定3-0                                   | K-1 FIGHT NIGHT '99 【WKA世界ムエタイスーパーヘビー級タイトルマッチ】                  | 1999年6月5日   |
| ○    | レイ・セフォー             | 4R終了時 TKO（タオル投入）                       | K-1 REVENGE '99                                                                        | 1999年4月25日  |
| ○    | 中迫剛                     | 2R 0:22 KO（上段右後ろ回し蹴り）                 | K-1 RISING SUN '99                                                                     | 1999年2月3日   |
| ×    | ピーター・アーツ           | 1R 1:10 KO（左ハイキック）                       | K-1 GRAND PRIX '98 決勝戦 【GRAND PRIX 決勝】                                          | 1998年12月13日 |
| ○    | サム・グレコ               | 3R終了 判定2-0                                   | K-1 GRAND PRIX '98 決勝戦 【GRAND PRIX 準決勝】                                        | 1998年12月13日 |
| ○    | レイ・セフォー             | 2R 2:28 KO（2ノックダウン：右ストレート）        | K-1 GRAND PRIX '98 決勝戦 【GRAND PRIX 準々決勝】                                      | 1998年12月13日 |
| ○    | 宮本正明                   | 1R 2:50 KO（左バックハンドブロー）               | K-1 JAPAN '98 〜神風〜                                                                 | 1998年10月28日 |
| ○    | マーク・ラッセル           | 2R 3:07 KO（左ローキック）                       | K-1 GRAND PRIX '98 開幕戦 【GRAND PRIX 1回戦】                                         | 1998年9月27日  |
| ○    | マイク・ラブリー           | 1R 2:13 TKO（右ローキック）                      | K-1 THE NEW FIGHTING SPIRIT '98                                                        | 1998年8月7日   |
| ○    | ピーター・アーツ           | 5R終了 判定3-0                                   | K-1 FIGHT NIGHT '98 【WKA世界ムエタイスーパーヘビー級タイトルマッチ】                  | 1998年6月6日   |
| ○    | カーティス・シュースター   | 5R終了 判定3-0                                   | K-1 KINGS '98                                                                          | 1998年4月9日   |
| ×    | アーネスト・ホースト       | 3R終了 判定0-2                                   | K-1 GRAND PRIX '97 【GRAND PRIX 決勝】                                                 | 1997年11月9日  |
| ○    | ピーター・アーツ           | 5R終了 判定3-0                                   | K-1 GRAND PRIX '97 決勝戦 【GRAND PRIX 準決勝】                                        | 1997年11月9日  |
| ○    | 佐竹雅昭                   | 1R 0:15 KO（左ハイキック）                       | K-1 GRAND PRIX '97 決勝戦 【GRAND PRIX 準々決勝】                                      | 1997年11月9日  |
| ○    | ピア・ゲネット             | 1R 1:49 TKO（3ノックダウン：右フック）           | K-1 GRAND PRIX '97 開幕戦 【GRAND PRIX 1回戦】                                         | 1997年9月7日   |
| ×    | フランシスコ・フィリォ     | 1R 2:37 KO（右フック）                           | K-1 DREAM '97                                                                          | 1997年7月20日  |
| ○    | マイク・ベルナルド         | 3分5R終了 判定                                   | K-1 FIGHT NIGHT '97 〜THE DECISION〜 【WKA世界ムエタイスーパーヘビー級タイトルマッチ】 | 1997年6月7日   |
| △    | サム・グレコ               | 5R終了 判定1-1                                   | K-1 BRAVES '97                                                                         | 1997年4月29日  |
| ×    | ピーター・アーツ           | 1R 1:55 TKO（左膝蹴り）                          | K-1 KINGS '97                                                                          | 1997年3月16日  |
| ○    | 武蔵                       | 5R終了 判定3-0                                   | K-1 HERCULES '96                                                                       | 1996年12月8日  |
| ○    | 佐竹雅昭                   | 5R終了 判定3-0                                   | K-1 STAR WARS '96                                                                      | 1996年10月18日 |
| ○    | スタン・ザ・マン           | 2R 2:00 KO（左ストレート）                       | K-1 REVENGE '96 【WMTC世界スーパーヘビー級タイトルマッチ】                             | 1996年9月1日   |
| ○    | サダウ・ゲッソンリット     | 2R 3:02 KO（左フック）                           | K-1 FIGHT NIGHT II 【UKF世界スーパーヘビー級タイトルマッチ】                           | 1996年6月2日   |
| ○    | マイク・ベルナルド         | 2R 1:18 KO（フグトルネード）                     | K-1 GRAND PRIX '96 決勝戦 【GRAND PRIX 決勝】                                          | 1996年5月6日   |
| ○    | アーネスト・ホースト       | 延長2R終了 判定2-1                               | K-1 GRAND PRIX '96 【GRAND PRIX 準決勝】                                               | 1996年5月6日   |
| ○    | バンダー・マーブ           | 1R 0:40 KO（左フック）                           | K-1 GRAND PRIX '96 【GRAND PRIX 準々決勝】                                             | 1996年5月6日   |
| ○    | バート・ベイル             | 1R 2:24 TKO（3ノックダウン：パンチラッシュ）     | K-1 GRAND PRIX '96 開幕戦 【GRAND PRIX 1回戦】                                         | 1996年3月10日  |
| ○    | ジェロム・レ・バンナ       | 5R終了 判定3-0                                   | K-1 HERCULES                                                                           | 1995年12月9日  |
| ×    | マイク・ベルナルド         | 2R 2:43 TKO（右ストレート）                      | K-1 REVENGE II                                                                         | 1995年9月3日   |
| ×    | アーネスト・ホースト       | 3R終了 判定0-2                                   | K-1 LEGEND 〜翔〜                                                                      | 1995年7月16日  |
| ○    | デニス・レーン             | 2R終了時 TKO（戦意喪失）                         | K-1 FIGHT NIGHT                                                                        | 1995年6月10日  |
| ○    | ピーター・クレイマー       | 1R 0:45 KO（左フック）                           | K-1 GRAND PRIX '95 決勝戦 【スペシャルワンマッチ】                                     | 1995年5月4日   |
| ×    | マイク・ベルナルド         | 3R 2:39 TKO（タオル投入）                        | K-1 GRAND PRIX '95 開幕戦 【GRAND PRIX 1回戦】                                         | 1995年3月3日   |
| ○    | ロブ・ファン・エスドンク   | 4R 0:55 KO（左フック）                           | K-1 LEGEND 〜乱〜 【UKF世界スーパーヘビー級王座決定戦】                                | 1994年12月10日 |
| ○    | ジェフ"デューク"ルーファス | 2R 1:52 KO（左ミドルキック）                     | カラテワールドカップ '94 【スペシャルワンマッチ】                                      | 1994年10月2日  |
| ○    | パトリック・スミス         | 1R 0:56 KO（左膝蹴り）                           | K-1 REVENGE                                                                            | 1994年9月18日  |
| ×    | パトリック・スミス         | 1R 0:19 KO（2ノックダウン：右アッパー）          | K-1 GRAND PRIX '94 【GRAND PRIX 1回戦】                                                | 1994年4月30日  |
| ○    | ブランコ・シカティック     | 5R終了 判定3-0                                   | K-1 CHALLENGE                                                                          | 1994年3月4日   |
| ○    | エリック・アルバート       | 2R 2:08 KO（左フック）                           | K-2 GRAND PRIX '93 風林火山 "山の章" 【スペシャルマッチ】                              | 1993年12月19日 |
| ○    | 村上竜司                   | 1R 3:10 TKO（パンチラッシュ）                    | ANDY'S GLOVE                                                                           | 1993年11月15日 |

### 空手
| 勝敗 | 対戦相手                   | 試合結果                                   | 大会名                                                              | 開催年月日    |
| ○    | マイケル・トンプソン       | 3分3R終了 判定5-0                          | カラテワールドカップ '95 【スピリットカラテルール】                 | 1995年10月8日 |
| ×    | 佐竹雅昭                   | 試し割り判定8-9                            | カラテワールドカップ '93 風林火山 "火の章" 【決勝】                 | 1993年10月3日 |
| ○    | 後川聡之                   | 延長R終了 判定4-0                          | カラテワールドカップ '93 風林火山 "火の章" 【準決勝】               | 1993年10月3日 |
| ○    | チャンプア・ゲッソンリット | 本戦終了 判定5-0                           | カラテワールドカップ '93 風林火山 "火の章" 【準々決勝】             | 1993年10月3日 |
| ○    | 荒田吉則                   | 本戦 2:09 左上段回し蹴り                   | カラテワールドカップ '93 風林火山 "火の章" 【1回戦】                | 1993年10月3日 |
| ○    | 村上竜司                   | 1R 0:39 左踵落とし                         | K-1 ILLUSION 風林火山 "林の章" 【スピリットカラテルール】           | 1993年9月4日  |
| ○    | 藤田実                     | 3R終了 判定2-0                             | 聖戦 〜SANCTUARY III〜 風林火山 "風の章" 【スピリットカラテルール】 | 1993年6月25日 |
| ○    | 角田信朗                   | 2R 1:26 右膝蹴り                           | K-1 GRAND PRIX '93 【スピリットカラテルール】                       | 1993年4月30日 |
| ○    | 金泰泳                     | 本戦 判定                                  | 格闘技オリンピックIII〜'92カラテワールドカップ 【決勝戦】           | 1992年10月4日 |
| ○    | 鈴木修司                   | 本戦 合せ一本勝ち                          | 格闘技オリンピックIII〜'92カラテワールドカップ 【準決勝】           | 1992年10月4日 |
| ○    | 藤田実                     | 本戦 判定                                  | 格闘技オリンピックIII〜'92カラテワールドカップ 【準々決勝】         | 1992年10月4日 |
| ○    | 角田信朗                   | 本戦 一本勝ち                              | 格闘技オリンピックIII〜'92カラテワールドカップ 【3回戦】            | 1992年10月4日 |
| ○    | 森田剛全                   | 本戦 踵落とし                              | 格闘技オリンピックIII〜'92カラテワールドカップ 【2回戦】            | 1992年10月4日 |
| ○    | 柳澤聡行                   | 3分5R終了 判定                             | 格闘技オリンピックII 【カラテ・フルコンタクトルール】               | 1992年7月30日 |
| ×    | フランシスコ・フィリォ     | 延長2回一本負け 左上段廻し                 | 第5回オープントーナメント 全世界空手道選手権大会 【4回戦】          | 1991年11月4日 |
| ○    | ビターゼ・タリエル         | 判定                                       | 第5回オープントーナメント 全世界空手道選手権大会 【1回戦】          | 1991年11月2日 |
| ×    | 松井章圭                   | 延長2回判定4-0                             | 第4回オープントーナメント 全世界空手道選手権大会 【決勝戦】         | 1987年11月8日 |
| ○    | 増田章                     | 延長3回判定5-0                             | 第4回オープントーナメント 全世界空手道選手権大会 【準決勝】         | 1987年11月8日 |
| ○    | アデミール・コスタ         | 合わせ一本勝ち 右下段廻し、右中段廻し2：28 | 第4回オープントーナメント 全世界空手道選手権大会 【準々決勝】       | 1987年11月8日 |
| ○    | 桑島保浩                   | 一本勝ち、延長1回 0：36 右下段廻し         | 第4回オープントーナメント 全世界空手道選手権大会 【5回戦】          | 1987年11月8日 |
| ○    | 木元正資                   | 延長2回 判定3-0                            | 第4回オープントーナメント 全世界空手道選手権大会 【4回戦】          | 1987年11月8日 |
| ○    | ステファン・ゲーペル       | 一本                                       | 第4回オープントーナメント 全世界空手道選手権大会 【3回戦】          | 1987年11月7日 |
| ×    | 松井章圭                   | 判定                                       | 第3回オープントーナメント 全世界空手道選手権大会 【5回戦】          | 1984年1月22日 |

## 獲得タイトル
- 極真空手
  - 第3回ヨーロッパ選手権（1985年）優勝
  - 第4回全世界空手道選手権大会（1987年）準優勝
  - 第5回ヨーロッパ選手権（1989年）優勝
- 正道会館
  - カラテワールドカップ'92 優勝
  - カラテワールドカップ'93 準優勝
- キックボクシング
  - WKAムエタイヨーロッパスーパーヘビー級王座
  - UKF世界スーパーヘビー級王座
  - WMTC世界スーパーヘビー級王座
  - WKAムエタイ世界スーパーヘビー級王座
  - K-1 GRAND PRIX '96 優勝
  - K-1 GRAND PRIX '97 準優勝
  - K-1 GRAND PRIX '98 準優勝

## 出演

### コマーシャル
生前
- インスタントカップラーメン「強麺」（日清食品）[9]

ピーター・アーツやアーネスト・ホーストとの共演バージョンもある。
- インスタントカップラーメン「スタミナカップヌードル」（日清食品）
- 農耕用トラクター「キングウェル」シリーズ（クボタ）

前期型のみ。
- 育毛トニック「Incent」（ツムラ）
- パーソナルコンピュータ「Aptiva」（日本アイ・ビー・エム）

香取慎吾と共演。
没後
- 「骨髄バンクキャンペーン」公共広告機構（現：ACジャパン）・2000年度

テレビのみならず、ラジオ、新聞、雑誌、ポスター、リーフレットにも起用。このCMは、アンディの遺族とK-1の承諾を得て製作された。

### テレビ番組
- 探偵!ナイトスクープ

1999年3月5日放送「世界最強!?徳田流格闘術」の回に出演。依頼者（19歳）から、「自己流で編み出した『徳田流格闘術』を広めたいのだが、誰も興味を示してくれない。唯一の弟子である弟（16歳）も、最近あきれ気味である。そのため、この格闘術の強さを、世界トップレベルのファイターと戦うことで証明したい。自分は真剣だ」との依頼が来た。しかし、本人たちは本式の格闘技の経験がなく小柄、実際に動きを見てもお世辞にもうまいとは言えず、探偵リポーターや会場からは苦笑が漏れていた。アンディは番組後半に、兄弟の決戦の相手として登場（レフェリーは角田信朗）、初めて試合の相手を知ったリポーターもさすがに言葉を失う。その後本格的なリングの上で兄弟が順番に戦ったが、いずれも手も足も出ず、アンディに終始翻弄され続け惨敗（この時、弟はアンディのハイキックから偶然スリップダウンを奪っている）。勿論アンディは本気で当ててはいなかったが、動きは真剣そのものだった。結果はどうあれ、やられても果敢に立ち向かってきた兄弟にアンディは敬意を示し、依頼者の目を見つめて「自己流で格闘技を行ない『自分は強い』と言う君を世間の人は笑うかもしれない。しかし私は、決して君のことを笑わない。なぜなら、私も少年の頃『空手で世界チャンピオンになる』と言って周囲に笑われたにもかかわらず、K-1でチャンピオンになれたからだ。誰にでもチャンピオンになれる可能性がある。だから私は手を抜かず真剣に君の試合の相手を務めた。私は君を笑わない」（角田訳）と話した。なお、この回はアンディが死去した直後に多くの視聴者から再放送の要望があり、追悼の意を込めて後日再放送された。
- とんねるずのハンマープライス

「アンディ・フグと3分間1本勝負を戦う権利」がオークションに出され、落札者と実際に勝負を行った。踵落としでアンディが勝利。
- ラスタとんねるず'94

プロレスラー兼総合格闘家の佐山聡とボクシング対決を行い、佐山に勝利した。
- とんねるずの生でダラダラいかせて!!
- SMAP×SMAP

1999年4月19日放送のコント「計算マコちゃん」に、中居正広演じるマコちゃんの友達役として出演。踵落としや「強麺」のコマーシャルの台詞を披露。また、マコちゃんの彼氏役の草彅剛と相撲で対戦し勝利した。
- ろみひー
- 関口宏の東京フレンドパークII

1999年11月8日放送。角田信朗と来園。

### 映画
- ウルトラマンゼアス2 超人大戦・光と影
- 最強への道 WELCOME TO THE K zone

### テレビドラマ
- フードファイト - 1話で本人役として友情出演

## 漫画
『月刊コロコロコミック』に連載された坂井孝行の作品『K-1ダイナマイト』の登場人物の一人となった。しかし連載中にモデルとなった本人が急逝したため、途中からは登場しなくなり、代わりに『別冊コロコロコミック』の番外編「アンディからの果たし状」が掲載された。